# بيت العارض (إب)

تعديل مصدري - تعديل

بيت العارض محلة تابعة لقرية المالح، التابعة لعزلة جبل معود بمديرية إب إحدى مديريات محافظة إب في الجمهورية اليمنية.، بلغ تعداد سكانها 21 حسب تعداد اليمن لعام 2004.